# Finale della Copa América 2019
La finale della Copa América 2019 si disputò il 7 luglio 2019 allo Stadio Maracanã di Rio de Janeiro tra le nazionali di Brasile e Perù. A vincere fu la nazionale brasiliana, che si impose su quella peruviana per 3-1 e conquistò il nono titolo della sua storia.

## Le squadre
| Squadra | Finali (o spareggi) disputate in precedenza (il grassetto indica la vittoria) |
| ------- | ----------------------------------------------------------------------------- |
| Brasile | 11 (1919, 1922, 1937, 1949, 1953, 1983, 1995, 1997, 1999, 2004, 2007)         |
| Perù    | 1 (1975)                                                                      |

## Stadio
La finale dell'edizione 2019 si disputò allo Stadio Maracanã di Rio de Janeiro, lo stadio con la maggiore capienza del Brasile, pari a 78 838 spettatori.

## Cammino verso la finale

### Tabella riassuntiva del percorso
| Squadra   | Pt | G |
| --------- | -- | - |
| Brasile   | 7  | 3 |
| Venezuela | 5  | 3 |
| Perù      | 4  | 3 |
| Bolivia   | 0  | 3 |

| Squadra   | Pt | G |
| --------- | -- | - |
| Brasile   | 7  | 3 |
| Venezuela | 5  | 3 |
| Perù      | 4  | 3 |
| Bolivia   | 0  | 3 |

## Descrizione della partita

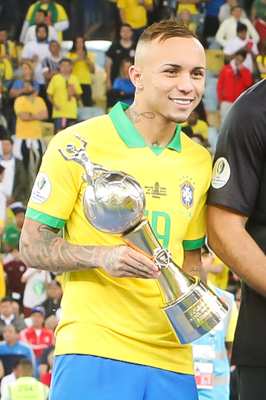
Everton, autore del primo gol e MVP della finale.

L'inizio di partita vide il Brasile sorpreso dai ritmi alti imposti dal Perù. Al 15' Gabriel Jesus riuscì ad andare via sulla destra e a crossare dall'altra parte per Everton, abile a battere il portiere avversario Pedro Gallese. La prima frazione di gioco si avviò verso la fine con il Brasile a gestire il possesso della palla. Al 44', però, i brasiliani si videro fischiare contro un calcio di rigore per un fallo di mano di Thiago Silva: il capitano peruviano Paolo Guerrero superò Alisson, portando il punteggio sull'1-1. La parità tra le due squadre durò solo qualche minuto, perché nel recupero Gabriel Jesus trovò il tiro vincente all'interno dell'area avversaria, permettendo ai verdeoro di chiudere in vantaggio il primo tempo.
Nella seconda frazione di gioco, il Brasile controllò la reazione del Perù senza particolari affanni. Al 70' Gabriel Jesus fu punito con la seconda ammonizione per un fallo sul difensore avversario Carlos Zambrano, venendo espulso e lasciando la sua squadra in inferiorità numerica. Il Perù provò a lanciarsi alla ricerca del pareggio, ma senza creare occasioni pericolose. Al 90' la Seleção chiuse la partita: un fallo di Zambrano su Everton convinse l'arbitro a fischiare un calcio di rigore per i brasiliani, che il neo-entrato Richarlison realizzò, sancendo il definitivo 3-1. Al fischio finale, i verdeoro festeggiarono la vittoria del trofeo che mancava da dodici anni.

## Tabellino
| Arbitro: | Roberto Tobar |

|                                                        |           |                     |
| Everton 15’ Gabriel Jesus 45+3’ Richarlison 90’ (rig.) | Marcatori | 44’ (rig.) Guerrero |

| Brasile | Perù |

| Brasile (4-2-3-1) |    |                   |          |       |
|                   |    |                   |          |       |
| P                 | 1  | Alisson           |          |       |
| D                 | 13 | Dani Alves        |          |       |
| D                 | 4  | Marquinhos        |          |       |
| D                 | 2  | Thiago Silva      | 53’      |       |
| D                 | 12 | Alex Sandro       |          |       |
| C                 | 8  | Arthur            |          |       |
| C                 | 5  | Casemiro          |          |       |
| C                 | 9  | Gabriel Jesus     | 30’, 70’ |       |
| C                 | 11 | Philippe Coutinho |          | 77’   |
| C                 | 19 | Everton           |          | 90+3’ |
| A                 | 20 | Roberto Firmino   |          | 75’   |
| Sostituzioni:     |    |                   |          |       |
| A                 | 21 | Richarlison       | 90+1’    | 75’   |
| D                 | 14 | Éder Militão      |          | 77’   |
| C                 | 15 | Allan             |          | 90+3’ |
| CT:               |    |                   |          |       |
| Tite              |    |                   |          |       |

| Perù (4-2-3-1) |    |                     |     |     |
|                |    |                     |     |     |
| P              | 1  | Pedro Gallese       |     |     |
| D              | 17 | Luis Advíncula      | 84’ |     |
| D              | 15 | Carlos Zambrano     | 68’ |     |
| D              | 2  | Luis Abram          |     |     |
| D              | 6  | Miguel Trauco       |     |     |
| C              | 13 | Renato Tapia        | 49’ | 82’ |
| C              | 19 | Yoshimar Yotún      |     | 78’ |
| C              | 20 | Édison Flores       |     |     |
| C              | 8  | Christian Cueva     |     |     |
| C              | 18 | André Carrillo      |     | 86’ |
| A              | 9  | Paolo Guerrero      |     |     |
| Sostituzioni:  |    |                     |     |     |
| A              | 11 | Raúl Ruidíaz        |     | 78’ |
| C              | 23 | Christofer Gonzáles |     | 82’ |
| A              | 14 | Andy Polo           |     | 86’ |
| CT:            |    |                     |     |     |
| Ricardo Gareca |    |                     |     |     |

| Assistenti arbitrali: Christian Schiemann (Cile) Claudio Ríos (Cile) Quarto ufficiale: Alexis Herrera (Venezuela) VAR: Julio Bascuñán (Cile) Assistenti al VAR: Nicolás Gallo (Colombia) Alexander Guzmán (Colombia) | Regole dell'incontro - due tempi regolamentari da 45 minuti ciascuno; - due tempi supplementari da 15 minuti ciascuno in caso di parità; - tiri di rigore in caso di ulteriore parità; inizialmente cinque per squadra, e a oltranza fino a spareggio in caso di ulteriore parità; - numero massimo di 23 giocatori per squadra a referto (11 in campo e 12 come potenziali sostituti); - tre sostituzioni permesse nei tempi regolamentari; una quarta permessa nei tempi supplementari. |

## Statistiche
| Statistiche       | Brasile | Perù |
| ----------------- | ------- | ---- |
| Reti segnate      | 3       | 1    |
| Tiri totali       | 12      | 7    |
| Tiri in porta     | 3       | 2    |
| Parate            | 1       | 0    |
| Possesso palla    | 54%     | 46%  |
| Calci d'angolo    | 3       | 4    |
| Falli commessi    | 25      | 21   |
| Fuorigioco        | 0       | 0    |
| Cartellini gialli | 2       | 3    |
| Cartellini rossi  | 1       | 0    |